# Bembidion iricolor
Bembidion iricolor är en skalbaggsart som beskrevs av Ernest Marie Louis Bedel 1879. Bembidion iricolor ingår i släktet Bembidion, och familjen jordlöpare. Arten har ej påträffats i Sverige.